# Јаловичка ликовна колонија

## О колонији
Јаловичка ликовна колонија је основана 1978. године. Седиште Колоније је у посавотамнавском селу Јаловику, у Дому културе наменски адаптираном за њене потребе. Настанак и рад Јаловичке ликовне колоније одвија се под покровитељством општине Владимирци и Министарства културе Републике Србије. Уметничка колонија у Јаловику је, до данас, главни пројекат културе и уметности у годишњим програмима библиотеке „Диша Атић” у Владимирцима. Од свог оснивања 1978. године до данас, колонија сваке године окупља домаће и иностране уметнике, који су до средине деведесетих били смештани по домаћинствима, а у новије време у преуређеном комплексу објекта бивше Земљорадничке задруге у селу Јаловику.
Јаловичка ликовна колонија има своју галерију, чији фундус представља ризницу уметничких дела. На изложбама које су организоване у земљи и иностранству, слике и скулптуре Јаловичке ликовне колоније имало је прилику да види мноштво посетилаца у Београду, Земуну, Сремској Митровици, Шапцу, Панчеву, Кикинди, Обреновцу, Ћуприји, Јагодини, Ваљеву и Салцбургу у Аустрији. Симбиоза села и уметности је специфична одлика Колоније, при чему је село Јаловик заправо галерија. Захваљујући правилу по коме је сваки уметник поклањао један рад свом домаћину, сам Јаловик је постао јединствена галерија на нашим просторима.
Додатни квалитет ове колоније јесте њен савремени карактер, јер се позивају уметници млађе генерације са новим идејама и ставовима које реализују у новим медијима и техникама. Тако су се у овом малом посавотамнавском могли видети радови какви се излажу и у великим светским галеријама.
Успону Јаловичке колоније и великом угледу који ужива немерљив допринос дала је читава плејада домаћих и страних уметника који су ове три деценије својим даром и талентом исписали најблиставије странице у историји њеног постојања. Међу тим бардовима светског сликарства и скулптуре налазе се имена из Јапана, Шведске, Француске, Италије, Америке, Шпаније, Египта, Финске, Русије, Немачке, Уругваја, Холандије... као и имена српских уметника међу којима су Петар Омчикус, Коса Бокшан, Бојан Бем, Коста Богдановић, Неша Париповић, Слободан Којић, Слободан Пеладић, Мрђан Бајић, Владимр Перић Талент, Милорад Младеновић и други.

## Оснивачи
- Милован Шујић Шуле, инг. пољопривреде,(1941.-1998) живео у Јаловику. Издао две збирке песама, од којих је прву посветио сликарима и пријатељима Јаловичке колоније.
- Зоран Симић, сликар аутодидакт,(1941.-1995) одрастао у Јаловику. Излагао више пута групно и самостално.

## Селектори
- Од 1978. до 1985.  Стеван Станић
- Од 1985. до 2002.  Коста Богдановић
- Од 2002. до 2019.  Бранислав Николић
- Од 2019. до 2021.  Соња Јанков
- Од 2021. до 2022.  Милица Весић
- Од 2022. до 2023.  Ивана Драгосављевић и Стипић Дудварски Душан
- Од 2023. до данас  Ивана Драгосављевић

## Уметнички савет
- 1980 - Нада Маринковић, Драгиша Пењин, Драгиша Марсенић, Мирослав Митровић, Радован Миразовић, Милован Шујић, Зоран Симић
- 1985 - Коста Богдановић, Стеван Станић, Мирослав Митровић, Душан Николић, Братислав Љубишић, Петар Савковић, Милован Шујић, Зоран Симић
- 1986 - Александар Цветковић, Братислав Љубишић, Стеван Станић, Коста Богдановић, Божидар Дамјановски, Драган Милеуснић, Весна Кнежевић
- 1992 - Стеван Станић, Коста Богдановић, Петар Савковић, Братислав Љубишић, Душан Николић, Драган Милеуснић, Зоран Симић
- 1997 - Коста Богдановић, Петар Савковић, Драган Милеуснић, Стеван Симић, Душан Николић, Бранислав Николић, Милован Шујић
- Од 2011 до 2020 - Татјана Марковић, Бранислав Николић, Саша Јањић, Слободан Пеладић, Милорад Младеновић, Владимир Петровић

## Уметници
Уметници који су учествовали у раду колоније по годинама:
- 1978 — Крста Алексић, Михаило Глигорић Глиша, Станислав Гранић, Милић Ђурић, Драган Јовановић Риле, Петар Лазић, Драгиша Марсенић, Душан Николић, Слободан Пајић Боце, Зоран Симић, Живота Стојадиновић.
- 1979 — Крста Алексић, Душан Бујишић, Илија Вићић, Бранислав Војиновић, Срђан Вукчевић, Милован Вучковић, Станислав Гранић, Милић Ђурић, Слободан Јеремић Јеремија, Драган Јовановић Риле, Петар Лазић, Драгиша Марсенић, Зоран Симић, Живота Стојадиновић.
- 1980 — Душан Бујишић, Илија Вићић, Бранислав Вишт, Војимир Влаховић, Владимир Војводић, Михаило Глигорић Глиша, Владимир Ђорђевић, Слободан Јеремић Јеремија, Драган Јовановић Риле, Весна Кнежевић, Драгиша Марсенић, Славољуб Мирковић, Зоран Петрушијевић, Зоран Симић, Миодраг Станковић Даги, Раде Станковић Станкеља.
- 1981 — Михаило Глигорић Глиша, Слободан Јеремић Јеремија, Драган Јовановић Риле, Драгиша Марсенић, Славољуб Мирковић, Зоран Симић, Слободан Топаловић.
- 1982 — Гордана Бајић, Миодраг Бајић, Мирослав Билаћ, Слободан Јеремић Јеремија, Мома Марковић, Драгиша Марсенић, Аленка Солтер, Раде Станковић Станкеља, Борислав Таневски.
- 1983 — Студа Илић, Слободан Јеремић Јеремија, Недзет Кастрати, Ђорђе Крстевски, Драган Мартиновић, Зоран Симић, Иван Шулић.
- 1984 — Слободан Јеремић Јеремија, Милош Лавренчић, Бранислав Мишић, Тинтор Недељко, Слободан Пеладић, Владимир Петровић, Љиља Ракић Ристић, Невенка Теокаровић, Миодраг Ћировић.
- 1985 — Даница Антић, Рајко Вуксановић, Бранка Гризељ, Бошко Илачевић, Миливоје Љубинковић, Вида Сливникер, Бранислав Бане Станковић, Трајко Тошевски, Авад Ел Шими.
- 1986 — Даница Антић, Коста Богдановић, Коса Бокшан, Милун Видић, Владимир Војводић, Слободан Јеремић Јеремија, Драган Милеуснић, Петар Омчикус, Деса Станић, Мића Стоиљковић, Глигор Чемерски.
- 1987 — Даница Антић, Коста Богдановић, Коса Бокшан, Аленка Герлович, Слободан Јеремић Јеремија, Светлана Кнежевић, Хилда Куртије, Душан Николић Сима, Петар Омчикус, Деса Станић.
- 1988 — Даница Антић, Џејмс Бененсон, Коста Богдановић, Милена Бошковић, Недељко Бурић, Цане Дојчиловић, Драган Милеуснић, Данијел Ривијер, Езо Саката.
- 1989 — Мома Антоновић, Коста Богдановић, Ратко Вулановић, Драган Гајер, Мића Јелић Грновић, Слободан Јеремић Јеремија, Милутин Копања, Бранислав Макеш, Данчо Мановић, Уле Мартинсон, Драган Милеуснић, Бранислав Минић, Стефан Фром.
- 1990 — Ева Ван Бенеком, Коста Богдановић, Ратко Вулановић, Драган Милеуснић, Мића Михаиловић, Милан Николић, Слободан Пеладић, Миленко Првачки Буки, Џејсон Стјуарт, Радислав Тркуља, Амнерис Ханџић.
- 1991 — Даница Баста, Коста Богдановић, Ратко Вулановић, Дамјан Ђаков, Драган Милеуснић, Мића Михаиловић, Вељко Михаиловић, Невенка Стојисављевић, Радислав Тркуља, Слободанка Шобота.
- 1992 — Коста Богдановић, Филип Липи Буловић, Михаило Милуновић, Бранислав Николић, Продан Обрадовић, Бранко Омчикус.
- 1993 — Коста Богдановић, Душанка Жарковић, Милица Жарковић, Продан Обрадовић, Душан Савић, Микан Теодоровић, Ђорђија Црнчевић.
- 1994 — Бранко Банић, Коста Богдановић, Ратко Вулановић, Аранка Мојак, Петар Мојак, Бранислав Станковић.
- 1995 — Коста Богдановић, Милета Ђурић, Александар Курузовић, Мосијенко Марко Марклен, Драган Милеуснић, Јелена Митровић, Бранислав Николић, Продан Обрадовић, Миодраг Мишко Петровић, Миодраг Бата Протић, Деса Станић.
- 1996 — Коста Богдановић, Босиљка Зиројевић, Бранислав Николић, Емил Сфера, Видоје Туцовић, Петар Шушулић.
- 1997 — Мрђан Бајић, Бојан Бем, Коста Богдановић, Јасминка Бркановић, Габриела Васић, Фабио Вентура, Мира Којић, Слободан Којић, Лидија Маринков, Деша Маришанин, Бранислав Николић, Неша Париповић, Зденка Радовановић.
- 1998 — Атанас Атанасоски, Коста Богдановић, Марија Ђурић, Милош Јанковић, Стефано Кавара, Андреа Карара, Марко Киеза, Горан Николић, Мима Орловић, Душан Петровић, Биљана Ранковић, Висенте Фита.
- 1999 — Снежана Арнаутовић, Коста Богдановић, Бранка Кузмановић, Татјана Љубисављевић, Биљана Ранковић, Наташа Теофиловић.
- 2000 — Снежана Арнаутовић, Коста Богдановић, Ана Илић, Горан Јуреша, Татјана Љубисављевић, Марина Поповић, Биљана Ранковић.
- 2001 — Снежана Арнаутовић, Коста Богдановић, Горан Јуреша, Продан Обрадовић, Биљана Ранковић, Драгана Стефановић, Берина Шушчевић.
- 2002 — Марија Ђорђевић, Александар Јестровић, Рајна Круљ, Душан Миловановић, Бранислав Николић, Милош Томић, Исидора Фићовић, уметници из села:Продан Обрадовић, Биљана Ранковић.
- 2003 — Дарија Гордић, Милена Гордић, Милена Максић, Драган Марковић Маркус, Милорад Младеновић, Бранислав Николић, Предраг Терзић, уметници из села Биљана Ранковић, Едвин Тарчуљ.
- 2004 — Владимир Антовић, Верица Димеска, Бранислав Николић, Слободан Пеладић, Данијел Савовић, Фолкер Фрајтаг, Сајака Хоншо, уметници из села Бранко Банић, Биљана Ранковић, гост уметник Андреја Чивтелић
- 2005 — АД Комбинат (Анте Антуновић и Горан Делић)Сенка Михаиловић, Бранислав Николић, Арто Нуро, Наталија Павлова, Милица Ружичић, Маја Стефановска, Мирјана Боба Стојадиновић, уметник из села Љубиша Илић Љиш, гост уметник Коста Богдановић.
- 2006 — Тања Бабић, Philippe Durand, Душанка Комненић,Rob van Oostenbrugge, Милан Павловић, Јелена Радић, Ивана Смиљанић, гост уметник Вуду Попај
- 2007 — Aquil Copier, Исабел Цордеиро, Александар Димитријевић, Жолт Ковач, Горан Ковачевић, Маја Радановић, Владимир Перић, Karine Serror, Соња Улић, гости уметници Erno Langenberg, Јарболи, Street Artists.
- 2008 — Данијела Анђелковић, Марко Црнобрња, Julie Dessaud, Nadia Lichtig, Никола Марковић, Бранислав Николић, Миодраг Варгић, Борис Шрибар.
- 2009 — Марина Марковић, Маја Мирковић, Бранислав Николић, Бојана Петковић, Никола Пешић, Славољуб Радојчић-Цаја, Jeroen Vrijsen.
- 2010 — Иван Грубанов, Наташа Кокић, Зинаида Матосјан, Бранислав Николић, Изабела Олдак, Ивана Ранисављевић, Ђорђе Станојевић, Марк Кремер, гости уметници Sixth Soul, Никола Марковић, Песничење.
- 2011 — Радош Антонијевић, Carlos Carmonamedina, Virginie Therese Colombe, Давор Дукић, Немања Јовичић, Ненад Костић Кајла, Ана Крстић, Ксенија Пантелић, Vigdis Storsveen, Селман Тртовац.
- 2012 — Tommaso Bonaventura, Бранко Банић, Јасна Дамјановић, Милан Нешић, Бранислав Николић, Зоран Тодоровић, Lise Wulff, Вељко Зејак, Ленка Зеленовић.
- 2013 — Љиљана Шуњеварић Арбајтер, Ивана Ивковић, Benoit Lazaro, Саша Ткаченко, Милорад Стајчић, Весна Црнобрња, Драгиша Маринковић, Бранислав Николић, Гости уметници Марко Мамузић, Орге Николић.
- 2014 — Михал Сомош и Катарина Худачинова (Словачка), Немања Лађић, Милена Милосављевић, Аница Вучетић, Драган Војводић, Анђела Мујичић, Мирон Милић (Хрватска).
- 2015 — Иван Бон, Горан Деспотовски, Бранислав Николић, Владимир Фрелих, Meri Linna, Saija Kassinen, Оливера Парлић, Ана Петровић, Vendel Vaštag
- 2016. — Марио Коларић, Марко Марковић, Joachim Monvoisin, Иван Петровић, Бранислав Николић, Александар Јестровић Јаместин, Silvia Lorenz, Дејан Пољаковић, Емилија Радојчић, Нина Тодоровић, Уна Поповић
- 2017.  — Душан Савић, Рок Богатај, Миа Ћук, Илир Касо, Дамјан Косјанчић, Михаела Вујновић, Бранислав Николић, Данијела Мршуља, Миленко Васић
- 2018.  — Марија Чавић, Јелена Мицић, Сања Латиновић, Стеван Којић, Capucine Gros, Rachel Monosol, Бранислав Николић, Justin Orvis Feimer, Ancci Taulu, Бранко Банић, Ана Вујовић
- 2019.  — Зоран Димовски, Синиша Илић, Соња Јанков, Катарина Јовановић Алфа, Надежда Кирћански, Бранислав Николић, Јелена Пантелић, Мице Поптсис, Мане Радмановић, Петрица Стефан, Vangjush Vellahu, Nebojša Yamasaki-Vukelić
- 2020. — Никола Радосављевић, Немања Миленковић, Addrien Ujhazi, Јана Даниловић, Korina Gubik, Соња О'Јанков
- 2021. — Милица Весић, Monika Sigeti, Живана Мијаиловић, Сенка Тривунац, Вукашин Радушки, Верољуб Наумовић
- 2022. — Ивана Драгосављевић, Стипић Dudwarszky Душан, Милица Весић, Ивана Милев, Марија Пољак, Константинос Петровић, Томица Радуловић
- 2023. — Томица Радуловић, Florian Fauch, Петар Ђорђевић, Ивана Драгосављевић, Стипић Dudwarszky Душан, Невена Петровић
- 2024. — Тина Даниловић, Александар Кемпа Станојевић, Никола Димитровић, Јошкин Шиљан, Yao Wang, Ивана Драгосављевић, Марија Марковић

## Изложбе
Јаловичка ликовна колонија има сопствену галерију, чији фундус представља праву ризницу уметничких дела. Путем изложби организованих у земљи и иностранству радове настале у Јаловичкој ликовној колонији имало је прилику да види много поклоника уметности у Београду, Земуну, Сремској Митровици, Шапцу, Панчева, Кикинди, Обреновцу, Ћуприји, Јагодини, Ваљеву и Салцбургу у Аустрији. 
- 1978–1992, изложбе у: Јаловику, Владимирцима, Шапцу, Дебрцу, Лозници, Мишару, Крнићу, Месарцима, Мачванском Прњавору
- 1992
  - 15 година ЈЛК, „Стара капетанија”, Земун
  - 15 година ЈЛК, На улицама и трговима, Сремска Митровица
  - 15 година ЈЛК, галерија Тера, Кикинда
  - 15 година ЈЛК, галерија Дома културе и Дуњића кућа, Шабац
  - 15 година ЈЛК, Народни музеј, Шабац
  - 15 година ЈЛК, галерија Хале спортова, Обреновац
  - 15 година ЈЛК, галерија Дом ЈНА, Ћуприја
  - 15 година ЈЛК, галерија Културни центар, Светозарево
  - 15 година ЈЛК, галерија Народне библиотеке, Рековац
  - 15 година ЈЛК, Народни музеј, Ваљево
- 1993
  - 15 година ЈЛК, Савремена галерија, Панчево
  - 16. сазив ЈЛК, галерија Јаловик
- 1995
  - 18. сазив ЈЛК, Народни музеј, Шабац
- 1996
  - 19. сазив ЈЛК, Народни музеј, Шабац
- 1997
  - 20. сазив ЈЛК, Народни музеј, Шабац
  - 20. сазив ЈЛК, галерија Дома културе, Обреновац
- 1998
  - Август 1997, Велика галерија СКЦ, Београд
  - 21. сазив ЈЛК, Народни музеј, Шабац
  - Август 1998, Велика галерија СКЦ, Београд
- 1999
  - ЈЛК 1999, Народни музеј, Шабац
- 2000
  - ЈЛК, галерија Културног центра, Шабац
  - 23. сазив ЈЛК, галерија „Зоран Симић”, Јаловик
- 2001
  - Избор из колекције ЈЛК, Салзбург, Аустрија
  - 24. сазив ЈЛК, галерија „Зоран Симић”, Јаловик
- 2002
  - 25. сазив ЈЛК, галерија „Зоран Симић”, Јаловик
- 2003
  - ЈЛК 2002, Народни музеј, Шабац
  - ЈЛК, Народни музеј, Шабац
- 2004
  - 27. сазив ЈЛК, галерија „Зоран Симић”, Јаловик
- 2005.
  - ЈЛК, Народни музеј, Шабац
  - ЈЛК, Мали Зворник
  - Избор из колекције ЈЛК 2002–2005, Велика галерија СКЦ, Београд
- 2006
  - 29. сазив ЈЛК, галерија „Зоран Симић”, Јаловик
- 2007
  - Избор из колекције ЈЛК, галерија библиотеке „Политика”, Крупањ
  - 30. сазив ЈЛК, Народни музеј, Шабац
  - ЈЛК, галерија „Свети Лука”, Уб
- 2008
  - 29. и 30. сазив ЈЛК, Велика галерија СКЦ, Београд
  - 31. сазив ЈЛК, галерија „Зоран Симић”, Јаловик
- 2009
  - 32. сазив ЈЛК, галерија „Зоран Симић”, Јаловик
  - 31. и 32. сазив ЈЛК, Народни музеј, Шабац
- 2010
  - 31. и 32. сазив ЈЛК, Уметнички центар Универзитетске библиотеке „Светозар Марковић”, Београд
  - 33. сазив ЈЛК, галерија „Зоран Симић”, Јаловик
- 2011
  - 33. сазив ЈЛК, Уметнички центар Универзитетске библиотеке „ Светозар Марковић”, Београд
  - 33. сазив ЈЛК, галерија Центра за културу, Сопот